# Barbare Jorjadze
Barbare Jorjadze, née en 1833 et morte en 1895, connue aussi sous le nom de Barbare Eristavi-Jorjadze, est une autrice, féministe et princesse géorgienne. Elle est considérée comme la première féministe de son pays et est comparée à Mary Wollstonecraft mais aussi à Isabella Beeton.

## Biographie
Barbare Jorjadze est la fille d'un couple d'aristocrate de la région de Kakhétie, Nino Amilakhvari et David Eristavi. Elle naît en 1833 et après la mort de sa mère, elle est élevée par une nourrice qui lui apprend à lire, à écrire, à broder et à coudre. Son frère cadet, Raphael Eristavi (en) est un poète et un historien dont elle reste proche toute sa vie. À l'âge de douze ans, elle est mariée à Zakaria Jorjadze, un homme plus âgé. Elle raconte plus tard : « J'étais si jeune à mon mariage que j'ai cru que c'était une sorte de jeu ». Pendant la décennie 1860, elle ne cesse de déménager à travers toute la Géorgie avec ses trois enfants car son époux ne réussit pas à garder un travail.
Dans toutes les villes où la famille s'installe, elle fonde des cours pour les jeunes filles. Féministe de la première heure, elle considère que les femmes doivent être capable de tout faire dans leur maison. Dans cette optique, elle publie un essai en 1893 Starting to Learn pour aider les parents et enseigner à apprendre la lecture et l'écriture aux enfants.
Elle meurt en 1895.

### Œuvre littéraire
Dans les années 1860, la communauté intellectuelle de Géorgie se déchire entre ceux qui veulent « moderniser » la littérature du pays et ceux qui s'y oppose. Jorjadze s'intègre à la discussion et plutôt que d'effacer l'ancien au profit de la nouveauté, elle plaide pour une cohabitation des deux dans deux lettres publiées par le journal Tsiskari en 1860 et 1861. Elle est la seule femme à avoir osé s'opposer à Ilia Tchavtchavadzé sur ce sujet.
Au cours de sa carrière, elle publie aussi bien des poésies, des nouvelles et des pièces de théâtre sur des sujets historiques et sociétaux. Ses pièces de théâtre sont mises en scène à Tbilissi, Koutaïssi et Telavi. La plus connue est What U was looking for and what I found, mise en scène à Koutaïssi dès 1867. Parmi les thèmes sociétaux, on trouve celui de la place des femmes mais aussi des textes sur l'autorité parentale, le mariage des enfants, l'infidélité masculine ou le traitement des garçons par rapport à celui des filles dans les familles de l'époque. Étant une femme, il est à noter que ses ouvrages ne sont jamais publiés sous son nom.
En 1893, elle publie une lettre dans le journal Kvali intitulée « A few words for young men » où elle s'attaque au fait que les hommes n'apprécient pas le travail de femmes à leur juste valeur et que ces dernières méritent de recevoir la même éducation que les hommes. Ce texte est considéré comme un manifeste féministe.
Son ouvrage le plus connu est Georgian Cuisine and an Approved Directory of the Domestic Economy (aussi appelé Georgian Cuisine and Tried Housekeeping Notes) en 1874, un livre de cuisine sur la cuisine traditionnelle géorgienne ainsi que des mets européens. Son ouvrage est considéré comme moderne pour son époque, les recettes comprenant des conseils pour les femmes pour réussir à cuisiner avec peu pour toute leur famille. Il est toujours régulièrement consulté par des chefs géorgiens dont le chef Tekuna Gacheciladze qui considère Jorjadze comme la fondatrice de la cuisine fusion.

## Hommage
Une salle de la Bibliothèque nationale de Géorgie est renommée en son honneur en 2017.
Un restaurant à Tbilissi nommé le Barbarestan s'est spécialisé dans des mets issus de son ouvrage depuis 2015.